# Stanley Nsoki
Stanley Pierre Nsoki (Poissy, 9 aprile 1999) è un calciatore francese di origini centrafricane, difensore dell'Union Berlino in prestito dall'Hoffenheim.

## Caratteristiche tecniche
Nato come centrocampista, nelle giovanili del Paris Saint-Germain ha arretrato il suo raggio d'azione alla linea difensiva. Può essere schierato come difensore centrale o terzino sinistro.

## Carriera

### Club

#### Paris Saint-Germain
Cresciuto nel Roissy-en-Brie, nel 2014 approda al settore giovanile del Paris Saint-Germain. Il 20 dicembre 2017 esordisce in prima squadra nel match di Ligue 1 vinto 3-1 contro il Caen, sostituendo all'82' Thomas Meunier. Alla prima stagione con i parigini vince tre trofei: campionato, Coupe de France e Coupe de la Ligue.
Il 4 agosto 2018 è schierato titolare a Shenzhen nella Supercoppa di Francia vinta 4-0 contro il Monaco, aggiungendo alla sua bacheca l'ultimo trofeo nazionale che gli mancava. Il 17 settembre firma il primo contratto da professionista, della durata di tre anni, con il club parigino.

#### Nizza
Il 31 agosto 2019 è acquistato dal Nizza per 12 milioni.

#### Club Bruges
Il 24 luglio 2021 viene acquistato dal Club Bruges.

#### Hoffenheim
Il 3 agosto 2022 viene ceduto all'Hoffenheim.
Prestito all'Union Berlino
Il 24 luglio 2025 viene ceduto in prestito all'Union Berlino.

### Nazionale
Il 15 novembre 2018 esordisce con la Francia Under-21 nell'amichevole pareggiata 2-2 contro i pari età della Croazia.

## Statistiche

### Presenze e reti nei club
Statistiche aggiornate al 4 aprile 2020.
| Stagione                   | Squadra                    | Campionato                 | Campionato | Campionato | Coppe nazionali | Coppe nazionali | Coppe nazionali | Coppe continentali | Coppe continentali | Coppe continentali | Altre coppe | Altre coppe | Altre coppe | Totale | Totale |
| Stagione                   | Squadra                    | Comp                       | Pres       | Reti       | Comp            | Pres            | Reti            | Comp               | Pres               | Reti               | Comp        | Pres        | Reti        | Pres   | Reti   |
| -------------------------- | -------------------------- | -------------------------- | ---------- | ---------- | --------------- | --------------- | --------------- | ------------------ | ------------------ | ------------------ | ----------- | ----------- | ----------- | ------ | ------ |
| 2017-2018                  | Paris Saint-Germain        | L1                         | 1          | 0          | CF+CdL          | 0               | 0               | UCL                | -                  | -                  | SF          | -           | -           | 1      | 0      |
| 2018-2019                  | Paris Saint-Germain        | L1                         | 12         | 0          | CF+CdL          | 2+0             | 0               | UCL                | 0                  | 0                  | SF          | 1           | 0           | 15     | 0      |
| Totale Paris Saint-Germain | Totale Paris Saint-Germain | Totale Paris Saint-Germain | 13         | 0          |                 | 2               | 0               |                    | 0                  | 0                  |             | 1           | 0           | 16     | 0      |
| 2019-2020                  | Nizza                      | L1                         | 17         | 0          | CF+CdL          | 3+0             | 0               | -                  | -                  | -                  | -           | -           | -           | 20     | 0      |
| 2020-2021                  | Nizza                      | L1                         | 18         | 0          | CF              | 2               | 0               | UEL                | 4                  | 0                  | -           | -           | -           | 24     | 0      |
| Totale Nizza               | Totale Nizza               | Totale Nizza               | 35         | 0          |                 | 5               | 0               |                    | 4                  | 0                  |             | -           | -           | 44     | 0      |
| 2021-2022                  | Club Bruges                | D1                         | 26+5       | 0          | CB              | 3               | 0               | UCL+UEL            | 6+0                | 0                  | -           | -           | -           | 40     | 0      |
| Totale carriera            | Totale carriera            | Totale carriera            | 79         | 0          |                 | 10              | 0               |                    | 10                 | 0                  |             | 1           | 0           | 100    | 0      |

### Cronologia presenze e reti in nazionale
| Cronologia completa delle presenze e delle reti in nazionale ― Francia under 21 | Cronologia completa delle presenze e delle reti in nazionale ― Francia under 21 | Cronologia completa delle presenze e delle reti in nazionale ― Francia under 21 | Cronologia completa delle presenze e delle reti in nazionale ― Francia under 21 | Cronologia completa delle presenze e delle reti in nazionale ― Francia under 21 | Cronologia completa delle presenze e delle reti in nazionale ― Francia under 21 | Cronologia completa delle presenze e delle reti in nazionale ― Francia under 21 | Cronologia completa delle presenze e delle reti in nazionale ― Francia under 21 |
| Data                                                                            | Città                                                                           | In casa                                                                         | Risultato                                                                       | Ospiti                                                                          | Competizione                                                                    | Reti                                                                            | Note                                                                            |
| ------------------------------------------------------------------------------- | ------------------------------------------------------------------------------- | ------------------------------------------------------------------------------- | ------------------------------------------------------------------------------- | ------------------------------------------------------------------------------- | ------------------------------------------------------------------------------- | ------------------------------------------------------------------------------- | ------------------------------------------------------------------------------- |
| 15-11-2018                                                                      | Beauvais                                                                        | Francia under 21                                                                | 2 – 2                                                                           | Croazia under 21                                                                | Amichevole                                                                      | -                                                                               | 80’                                                                             |
| Totale                                                                          |                                                                                 | Presenze                                                                        | 1                                                                               |                                                                                 | Reti                                                                            | 0                                                                               |                                                                                 |

## Palmarès

### Club

#### Competizioni nazionali
- Campionato francese: 2

Paris Saint-Germain: 2017-2018, 2018-2019
- Coppa di Lega francese: 1

Paris Saint-Germain: 2017-2018
- Coppa di Francia: 1

Paris Saint-Germain: 2017-2018
- Supercoppa francese: 1

Paris Saint-Germain: 2018
- Campionato belga: 1

Club Bruges: 2021-2022
- Supercoppa del Belgio: 1

Club Bruges: 2022